# Shomin-geki
Shomin-geki (jap. 庶民劇) – japoński gatunek filmowy i dramatyczny, podgatunek gendai-geki (utworów o tematyce współczesnej). Shomin-geki opowiadały historie zwykłych ludzi, najczęściej wywodzących się z niższej klasy średniej, unikały wzniosłości i nie opierały się na wyrazistej fabule z mocną intrygą. 
Prekursorem shomin-geki w filmie był reżyser Yasujirō Shimazu (autor filmu Ojciec). Inni reżyserzy tworzący tego typu obrazy to m.in. Yasujirō Ozu i Mikio Naruse. W shomin-geki specjalizowała się wytwórnia Shōchiku. 